# يوزيف كانتا
يوزيف كانتا (بالمجرية: Kanta József)‏ هو لاعب كرة قدم مجري في مركز الوسط، ولد في 24 مارس 1984 في كيزتيلي في المجر. شارك مع منتخب المجر لكرة القدم. أما مع النوادي، فقد لعب مع نادي بودابست.

## وصلات خارجية
- يوزيف كانتا على موقع قاعدة بيانات كرة القدم.إي يو (الإنجليزية)
- يوزيف كانتا على موقع ناشيونال فوتبول تيمز (الإنجليزية)
- يوزيف كانتا على موقع Soccerbase.com (لاعب) (الإنجليزية)
- يوزيف كانتا على موقع Soccerway.com (الإنجليزية)